# Paphinia zamorae
Paphinia zamorae är en orkidéart som beskrevs av Leslie Andrew Garay. Paphinia zamorae ingår i släktet Paphinia och familjen orkidéer.
Artens utbredningsområde är Ecuador. Inga underarter finns listade i Catalogue of Life.